# Divisiones menores del Club Deportivo Oriente Petrolero
Las Divisiones menores del Club Deportivo Oriente Petrolero están conformadas por la Primera A, Reserva, Juvenil, Sub-17, Sub-15, Sub-13, Sub-11. Son los encargados de suplir de jugadores al primer equipo, generalmente cuando se disputan torneos internacionales o nacional a la par con los locales.

## Acuerdos de asociación

### Academia Tahuichi Aguilera
Hay un acuerdo entre Oriente Petrolero y la Academia Tahuichi Aguilera aportando jugadores al club

### Jugadores destacados
| Nombre Jugador        | Nacimiento | Ciudad                  | Último equipo                    |
| --------------------- | ---------- | ----------------------- | -------------------------------- |
| Marcelo Martins       | 18/7/1987  | Santa Cruz de la Sierra | Club Cerro Porteño               |
| José Alfredo Castillo | 9/2/1983   | Santa Cruz de la Sierra | Club Deportivo Jorge Wilstermann |
| Alcides Peña          | 14/1/1989  | Cotoca                  | Real Santa Cruz                  |
| Luis Haquin           | 15/11/1997 | Santa Cruz de la Sierra | Club Bolívar                     |

## Palmarés

### Torneos nacionales
| Competición                               | Títulos     | Subcampeonatos |
| ----------------------------------------- | ----------- | -------------- |
| Torneo de Promoción y Reservas de Bolivia | 2016, 2017. |                |